# Asemostera enkidu
Asemostera enkidu là một loài nhện trong họ Linyphiidae. Loài này được phát hiện ở Colombia và Venezuela.